# Leptothorax megalops
Leptothorax megalops är en myrart som beskrevs av Hamann och Walter Klemm 1967. Leptothorax megalops ingår i släktet smalmyror, och familjen myror. Inga underarter finns listade i Catalogue of Life.